# トエン

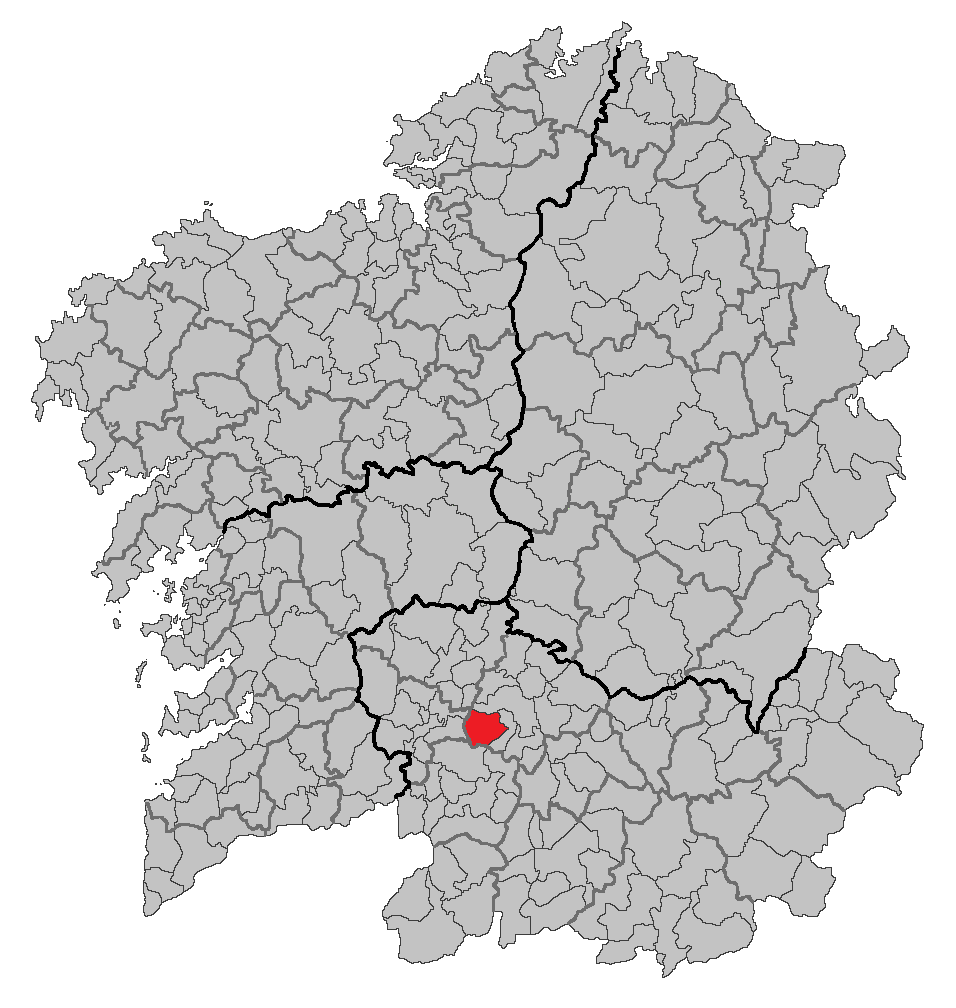
ガリシア州内の位置

トエン（Toén）はスペイン、ガリシア州、オウレンセ県の自治体、コマルカ・デ・オウレンセに属す。ガリシア統計局によると、2013年の人口は2,527人（2010年：2,656人、2009年：2,635人、2004年：2,573人、2003年：2,521人）。住民呼称はtoenés/-esa。
ガリシア語話者の自治体人口に占める割合は55.86%（2011年）。

## 地理
トエンはオウレンセ県の西部に位置し、コマルカ・デ・オウレンセに属する。北はミーニョ川を隔ててオウレンセとプンシンと、東がバルバダスと、南がカルテージェと、西がカストレーロ・デ・ミーニョとセンジェと隣接。自治体中心地区はトエン教区のトエン地区。
トエンはオウレンセ司法管轄区に属す。

### 人口
住民は8の教区の24の地区（集落）に居住する。
| トエンの人口推移 1900－2010                             |
|                                                         |
| 出典:INE（スペイン国立統計局）1900年 - 1991年、1996年 - |

## 政治
自治体首長はガリシア国民党（PPdeG）のアマンシオ・アントーニオ・シッド・ペレス（Amancio Antonio Cid Pérez）、自治体評議員はガリシア国民党：7、ガリシア社会主義者党（PSdeG-PSOE）：3、ガリシア民族主義ブロック（BNG）：1となっている（2011年5月22日自治体選挙結果、得票順）。  
| 1999年6月13日自治体選挙 |        |        |          |
| 政党                    | 得票数 | 得票率 | 獲得議席 |
| PPdeG                   | 984    | 49.22% | 6        |
| IT                      | 778    | 38.92% | 4        |
| PSdeG-PSOE              | 227    | 11.36% | 1        |

| 2003年5月25日自治体選挙 |        |        |          |
| 政党                    | 得票数 | 得票率 | 獲得議席 |
| PPdeG                   | 943    | 49.68% | 6        |
| PSdeG-PSOE              | 563    | 29.66% | 3        |
| BNG                     | 378    | 19.92% | 2        |

| 2007年5月27日自治体選挙 |        |        |          |
| 政党                    | 得票数 | 得票率 | 獲得議席 |
| PPdeG                   | 1,050  | 51.37% | 6        |
| PSdeG-PSOE              | 584    | 28.57% | 3        |
| BNG                     | 382    | 18.69% | 2        |
| PG                      | 14     | 0.68%  | 0        |

| 2011年5月22日の自治体選挙 |        |        |          |
| 政党                      | 得票数 | 得票率 | 獲得議席 |
| PPdeG                     | 1,114  | 62.51% | 7        |
| PSdeG-PSOE                | 423    | 23.74% | 3        |
| BNG                       | 220    | 12.35% | 1        |

## 教区
トエンは8の教区に分けられる。太字は自治体中心地区のある教区。
- アロンゴス（サン・マルティーニョ）
- フェアー（サンタ・マリーア）
- モレイラス（サン・ペドロ）
- ムガーレス（サンタ・マリーア）
- プーガ（サン・マメーデ）
- トエン（サンタ・マリーア）
- トレージェ（ノサ・セニョーラ・ドス・アンショス）
- シェストーサ（サンタ・マリーア）